# Malta na Letnich Igrzyskach Olimpijskich 2004
Maltę na Letnich Igrzyskach Olimpijskich 2004 reprezentowało siedmioro zawodników – czterech mężczyzn i trzy kobiety. Chorążym ekipy podczas ceremonii otwarcia igrzysk był William Chetcuti. Najstarszym zawodnikiem była Tanya Blake (33 lata). Najmłodszym zawodnikiem był Neil Agius (18 lat). Był to trzynasty występ reprezentacji Malty na letnich igrzyskach.

## Reprezentanci

### Judo
- Kategoria do 57 kg kobiet:

Marcon Bezzina – Przegrała oba mecze w czasie krótszym niż minuta. Jej przeciwniczkami były Kye Sun-Hi i Natalia Yukhareva

### Lekkoatletyka
- Bieg na 100 metrów mężczyzn:

Darren Gilford Czas: 10.67 s (57. ogólnie)
- Bieg na 800 metrów kobiet:

Tanya Blake Czas: 2:19.34 (39. ogólnie)

### Pływanie
- 400 metrów stylem wolnym mężczyzn:

Neil Agius 4:22.14 – Zakończył z najwolniejszym czasem (46. ogólnie)
- 100 metrów stylem motylkowym kobiet:

Angela Galea 1:05.47 (36. ogólnie)

### Strzelectwo
William Chetcuti (9. pozycja)

### Żeglarstwo
Mario Aquilina (39. pozycja)